# 百內國家公園
百內國家公園（西班牙語：Parque Nacional Torres del Paine）又譯為青塔國家公園，"Paine"字來自印地安語的“藍色”之意，整個國家公園被湛藍的冰河峽灣和湖泊景觀所環繞而得名。它是位於智利南部的一座國家公園，境內臨近安地斯山區及南太平洋和極地高緯度區，故天氣變化劇烈，國家公園內主要的景點有：百內塔（Las Torres）、百內角（Los Cuernos）、法國谷（Valle Francés）、諾登捨爾德冰川湖（Lago Nordenskjöld）以及可以看到冰山的灰湖＆灰冰川（Lago Grey & Glacier Grey）。目前由麥哲倫-智利南極大區負責管轄，距離納塔萊斯港112公里，成立於1959年5月13日，面積2,422平方公里。

## 外部連結
- Patagonia Webcam and maps from Paine and Puerto Natales （页面存档备份，存于）
- Panoramic Image of the Cuernos del Paine
- torresdelpaine.com （页面存档备份，存于）
- Panoramic Virtual Tour from Lake Pehoe （页面存档备份，存于）
- Trekking Torres del Paine on wikiexplora （页面存档备份，存于）
- New York Times Torres del Paine travel guide （页面存档备份，存于）